# Marek Belka
Marek Marian Belkaⓘ (ur. 9 stycznia 1952 w Łodzi) – polski ekonomista i polityk, profesor nauk ekonomicznych, nauczyciel akademicki i urzędnik w międzynarodowych instytucjach finansowych. Prezes Rady Ministrów w latach 2004–2005.

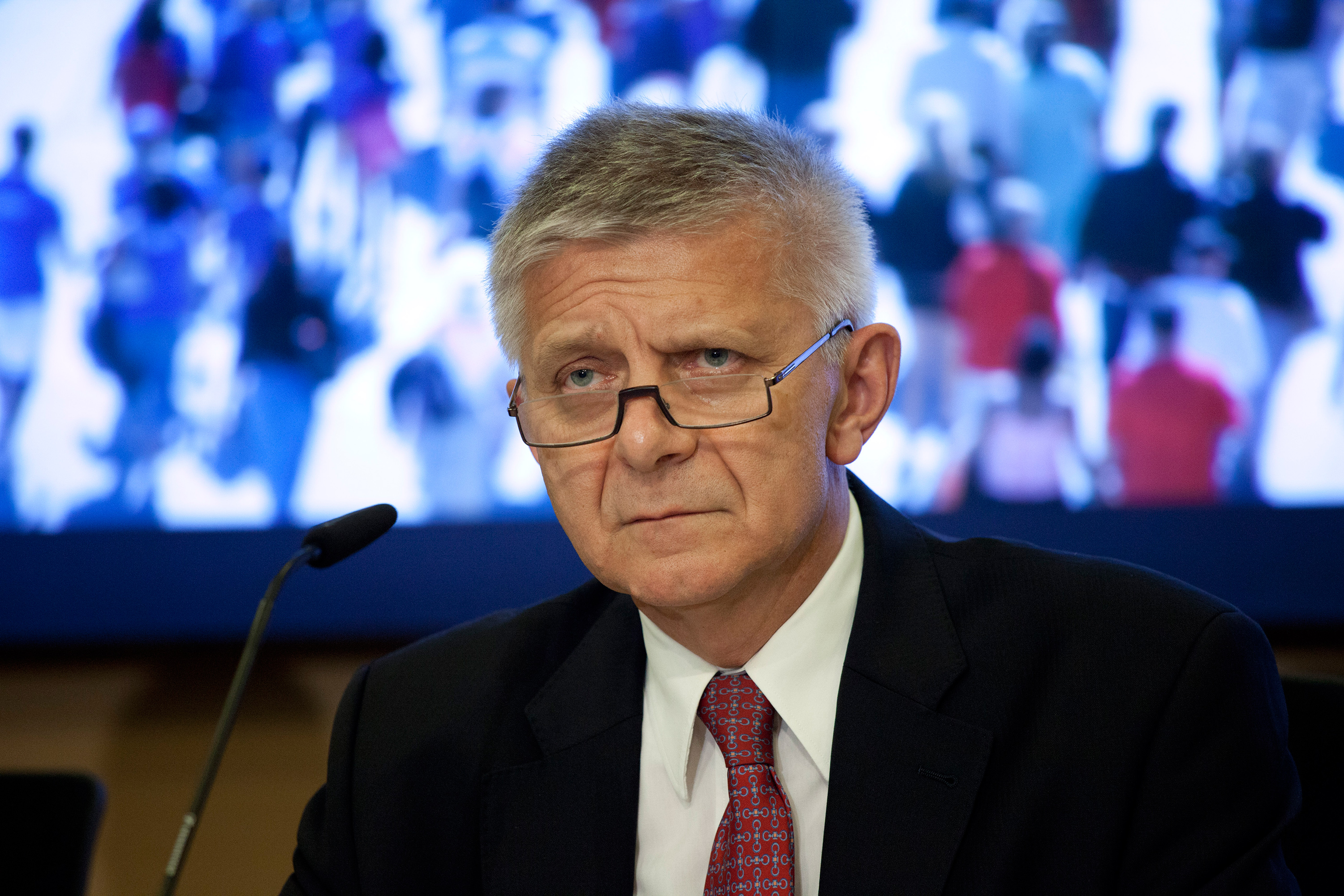
Marek Belka podczas konferencji po posiedzeniu Rady Polityki Pieniężnej (2013)

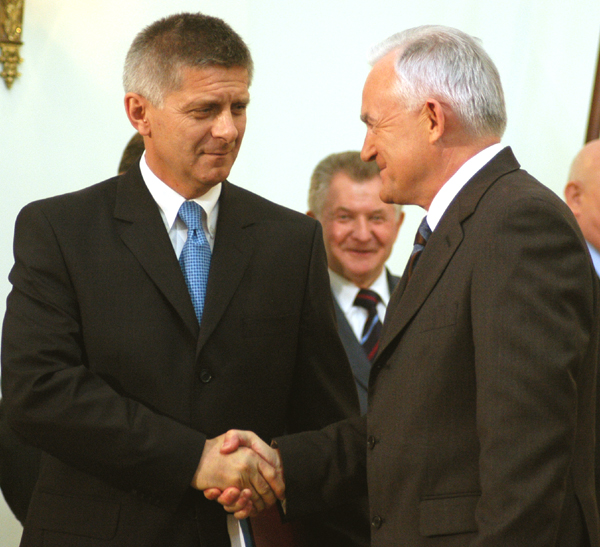
Marek Belka ze swoim poprzednikiem na stanowisku premiera, Leszkiem Millerem

Wiceprezes Rady Ministrów i minister finansów w 1997 w rządzie Włodzimierza Cimoszewicza oraz w latach 2001–2002 w rządzie Leszka Millera. W latach 2004–2005 przewodniczący Komitetu Integracji Europejskiej, w 2005 minister sportu w swoim drugim rządzie, w latach 2010–2016 prezes Narodowego Banku Polskiego, poseł do Parlamentu Europejskiego IX kadencji (2019–2024).

## Życiorys

### Wykształcenie i działalność naukowa
Syn Władysława i Heleny; pochodzi z rodziny inżynierów. Edukację szkolną rozpoczął bezpośrednio od drugiej klasy szkoły podstawowej. Ukończył IV Liceum Ogólnokształcące im. Emilii Sczanieckiej w Łodzi, gdzie zdał maturę w wieku 16 lat. W 1972 ukończył studia ekonomiczne na Wydziale Ekonomiczno-Socjologicznym Uniwersytetu Łódzkiego. W 1973 podjął pracę w Katedrze Ekonomii na tej uczelni początkowo na stanowisku asystenta. W 1978 uzyskał stopień naukowy doktora, natomiast w 1986 habilitował się. W 1994 otrzymał tytuł profesora nauk ekonomicznych.
W latach 1978–1979 i 1985–1986 odbywał długoterminowe staże w Uniwersytecie Columbia i University of Chicago, zaś w 1990 przebywał na krótkim stażu w London School of Economics. Od 1986 był również zawodowo związany z Instytutem Nauk Ekonomicznych Polskiej Akademii Nauk. W latach 1993–1997 pełnił funkcję dyrektora tej jednostki. Podejmował współpracę z prywatnymi uczelniami, m.in. z Wyższą Szkołą Humanistyczno-Ekonomiczną w Łodzi.
Opublikował ponad 100 prac naukowych, poświęconych głównie teorii pieniądza oraz polityce antyinflacyjnej w krajach rozwijających się. Specjalizuje się w zakresie ekonomii stosowanej oraz współczesnej myśli ekonomicznej. W latach 2011–2015 członek Komitetu Nauk Ekonomicznych PAN.
Wśród wypromowanych przez Marka Belkę doktorów znaleźli się m.in. Jerzy Pruski (1990), Jarosław Neneman (1997) i Piotr Krajewski (2005).

### Działalność publiczna

#### Działalność do 1997
Działał w Zrzeszeniu Studentów Polskich oraz Związku Socjalistycznej Młodzieży Polskiej. Od 1973 był członkiem Polskiej Zjednoczonej Partii Robotniczej. W latach 80. był I sekretarzem POP PZPR na Uniwersytecie Łódzkim.
W 1990 został doradcą i konsultantem w Ministerstwie Finansów, a następnie Ministerstwie Przekształceń Własnościowych i Centralnym Urzędzie Planowania. W 1996 objął stanowisko konsultanta Banku Światowego. Równolegle, w latach 1994–1996, był wiceprzewodniczącym Rady Strategii Społeczno-Gospodarczej przy Radzie Ministrów, a następnie doradcą ekonomicznym prezydenta Aleksandra Kwaśniewskiego.

#### Działalność w latach 1997–2004
W lutym 1997 został powołany na funkcje wicepremiera oraz ministra finansów w rządzie Włodzimierza Cimoszewicza, zastępując w nim Grzegorza Kołodkę. Stanowiska te zajmował do października 1997, kiedy ustąpił z urzędu razem z całym rządem po przegranych przez Sojusz Lewicy Demokratycznej wyborach parlamentarnych. Wstąpił do Sojuszu Lewicy Demokratycznej w 1999 i pozostawał członkiem tej partii do 2005.
W październiku 2001 został ponownie wicepremierem i ministrem finansów, tym razem w rządzie Leszka Millera. W okresie swojego urzędowania wprowadził podatek od dochodów kapitałowych, nazwany później „podatkiem Belki”. Jeszcze w trakcie kampanii wyborczej zapowiadał ograniczenia wydatków socjalnych. Zarzucano mu później, iż tymi wypowiedziami przyczynił się do słabszego wyniku koalicji Sojusz Lewicy Demokratycznej – Unia Pracy w wyborach parlamentarnych. Z rządu odszedł 6 lipca 2002.
Od czerwca do października 2003 pełnił funkcję szefa koalicyjnej Rady Koordynacji Międzynarodowej w Iraku. Od listopada 2003 do kwietnia 2004 był dyrektorem ds. polityki gospodarczej w Tymczasowych Władzach Koalicyjnych w Iraku, odpowiedzialnym za reformę walutową, stworzenie nowego systemu bankowego i nadzór nad gospodarką.

#### Prezes Rady Ministrów
W kwietniu 2004 został zgłoszony jako prezydencki kandydat na następcę premiera Leszka Millera. 2 maja 2004 Aleksander Kwaśniewski powołał go na prezesa Rady Ministrów oraz przewodniczącego Komitetu Integracji Europejskiej i dokonał zaprzysiężenia jego pierwszego gabinetu. Marek Belka wygłosił exposé w dniu 14 maja, nie uzyskał jednak w Sejmie wotum zaufania.
W drugim kroku powoływania premiera nie został przez Sejm zgłoszony żaden kandydat. 11 czerwca 2004 prezydent po raz drugi desygnował i powołał Marka Belkę na ten urząd. 24 czerwca stosunkiem głosów 236:216 Sejm udzielił rządowi wotum zaufania. 15 października 2004 Sejm ponownie przegłosował wotum zaufania dla jego drugiego rządu (stosunkiem głosów 234 do 218). 25 kwietnia 2005, w wyniku dymisji ministra środowiska Jerzego Swatonia, Marek Belka przejął obowiązki ministra środowiska. 6 maja 2005 wraz z gabinetem podał się do dymisji, po nieprzegłosowaniu w Sejmie uchwały o skróceniu kadencji, jednak prezydent Aleksander Kwaśniewski dymisji nie przyjął. 1 września 2005 Marek Belka został również ministrem sportu po wydzieleniu tego resortu z Ministerstwa Edukacji Narodowej.
Wiosną 2005 zadeklarował gotowość poparcia Partii Demokratycznej – demokraci.pl oraz uczestniczył w kilku jej spotkaniach. W sierpniu poparł kandydaturę Henryki Bochniarz w wyborach prezydenckich. W wyborach parlamentarnych bez powodzenia kandydował do Sejmu z pierwszego miejsca na liście Partii Demokratycznej w okręgu łódzkim (otrzymał 12 774 głosy, tj. 4,34% głosów w okręgu), nie będąc członkiem tego ugrupowania.
19 października na pierwszym posiedzeniu Sejmu V kadencji złożył dymisję. Pełnił obowiązki premiera do czasu powołania nowej Rady Ministrów 31 października 2005.

#### Działalność od 2005
27 grudnia 2005 został mianowany na stanowisko sekretarza wykonawczego Europejskiej Komisji Gospodarczej Organizacji Narodów Zjednoczonych, obowiązki na tym stanowisku objął z początkiem 2006. Następnie, w styczniu 2009, został dyrektorem Departamentu Europejskiego Międzynarodowego Funduszu Walutowego.
27 maja 2010 tymczasowo wykonujący obowiązki prezydenta RP Bronisław Komorowski wyznaczył go na kandydata na prezesa Narodowego Banku Polskiego. Po ogłoszeniu decyzji o kandydowaniu Marek Belka ustąpił ze stanowiska dyrektora Departamentu Europejskiego MFW. 10 czerwca 2010 Sejm VI kadencji wybrał go na stanowisko prezesa Narodowego Banku Polskiego, a dzień później – po złożeniu przysięgi – Marek Belka objął urząd. W latach 2011–2016 był członkiem Komitetu Sterującego Europejskiej Rady ds. Ryzyka Systemowego.
W czerwcu 2014 tygodnik „Wprost” ujawnił nielegalnie nagraną rozmowę z lipca 2013 pomiędzy Bartłomiejem Sienkiewiczem a Markiem Belką i Sławomirem Cytryckim, której przedmiotem były m.in. zmiany w ustawie o NBP i ewentualna zmiana ministra finansów.
Jego kadencja upłynęła 11 czerwca 2016, od 12 do 20 czerwca pełnił obowiązki prezesa NBP (do czasu objęcia urzędu przez Adama Glapińskiego). W sierpniu tego samego roku Marek Belka został niezależnym członkiem rady dyrektorów funduszu nieruchomościowego Echo Polska Properties.
1 lutego 2019 był jednym z sygnatariuszy deklaracji o powołaniu Koalicji Europejskiej przed zbliżającymi się wyborami europarlamentarnymi. W wyborach tych uzyskał mandat eurodeputowanego, startując z listy KE w okręgu łódzkim. Zdobył 182 517 głosów, co stanowiło 20% wszystkich głosów oddanych w tym okręgu wyborczym. W Parlamencie Europejskim został członkiem, a później wiceprzewodniczącym grupy Postępowego Sojuszu Socjalistów i Demokratów. Zasiadł w Komisji Gospodarczej i Monetarnej. Reprezentował SLD do momentu powołania w styczniu 2021 delegacji Nowej Lewicy (złożonej z członków SLD i Wiosny), do której nie przystąpił, pozostając wraz z Włodzimierzem Cimoszewiczem i Leszkiem Millerem w dotychczasowej delegacji, która przyjęła nazwę Lewica dla Europy. W wyborach do Parlamentu Europejskiego w 2024 kandydował z pierwszego miejsca na liście Lewicy w okręgu łódzkim, nie uzyskując poselskiej reelekcji. W kwietniu 2025 został powołany na stanowisko przewodniczącego Rady Naukowej Instytutu Ekspertyz Ekonomicznych i Finansowych w Łodzi.

## Wyniki wyborcze
| Wybory | Komitet wyborczy | Komitet wyborczy                    | Organ                            | Okręg | Wynik            |
| ------ | ---------------- | ----------------------------------- | -------------------------------- | ----- | ---------------- |
| 2005   |                  | Partia Demokratyczna – demokraci.pl | Sejm V kadencji                  | nr 9  | 12 774 (4,34%)   |
| 2019   |                  | Koalicja Europejska                 | Parlament Europejski IX kadencji | nr 6  | 182 517 (20,00%) |
| 2024   |                  | Lewica                              | Parlament Europejski X kadencji  | nr 6  | 56 410 (7,44%)   |

## Odznaczenia i wyróżnienia
- Krzyż Oficerski Orderu Wielkiego Księcia Giedymina (Litwa, 1999)[31]
- Krzyż Komandorski Orderu Zasługi (Rumunia, 2013)[32][33]
- Wielki Oficer I klasy Odznaki Honorowej za Zasługi dla Republiki Austrii (2016)[34]
- Odznaka Honorowa „Bene Merito” (2010)[35]
- Doktor honoris causa Uniwersytetu Ekonomicznego we Wrocławiu (2011)[36]
- Perła Honorowa Polskiej Gospodarki w kategorii gospodarka (2011)[37]
- Nagroda Lesława A. Pagi (2013)
- Galeria Chwały Polskiej Ekonomii (2013)[38]
- Nagroda im. Władysława Grabskiego przyznana przez Konfederację Lewiatan (2014)[39]

## Publikacje
- Doktryna ekonomiczno-społeczna Miltona Friedmana, 1986
- Dynamika transformacji polskiej gospodarki (red.), 1997
- Ekonomia stosowana. Podręcznik do przedmiotu podstawy przedsiębiorczości (współautor), 2003
- Elementarne zagadnienia ekonomii (współautor), 1996
- Niektóre problemy współczesnej zachodniej myśli ekonomicznej (red.), 1998
- Polska transformacja w perspektywie integracji europejskiej (współautor), 1996
- Reaganomika. Sukces czy porażka?, 1991
- Selfie, 2016

## Życie prywatne
Żonaty z Krystyną, ma syna Piotra i córkę Marię.